# Christine Marshall
Christine Marshall (Newport News, 11 agosto 1986) è una nuotatrice statunitense.

## Palmarès
- Olimpiadi

Pechino 2008: bronzo nella 4x200m sl.